# 맥라렌 MP4-25
맥라렌 MP4-25(영어: McLaren MP4-25)는 2010년 포뮬러 원 시즌에 맥라렌이 설계하고 레이싱에 참여한 포뮬러 원 레이싱 카이다. 섀시는 Paddy Lowe, Neil Oatley, 팀 고스, Andrew Bailey 및 John Iley가 설계했으며 고객 메르세데스-벤츠 엔진으로 구동되었다.
2009년 월드 챔피언 젠슨 버튼과 2008년 월드 챔피언 루이스 해밀턴이 운전한 이 차는 2010년 1월 29일 영국 버크셔주 뉴버리에 있는 타이틀 스폰서 보다폰 본사에서 공식적으로 공개되었다. MP4-25는 메르세데스 F1이 Brawn GP 소유권의 75% 지분을 구입하여 전체 건설자 팀으로 다시 합류한 후 메르세데스 고객 팀으로 강등된 후에야 맥라렌이 독립적으로 제작한 최초의 맥라렌 차종이기도 하다.

## F-덕트
레드불 레이싱 팀은 MP4-25의 리어윙의 합법성에 대해 FIA에 불만을 제기한 적이 있었다.디자인은 운전석의 덕트를 통해 차의 뒤쪽으로 공기를 보내는 운전자 앞에 장착 된 작은 "스노클"에어 스쿱을 사용한다. 리어 윙의 작은 슬롯과 결합된 덕트의 압력 변화로 인해 윙이 고속으로 정지상태가 되어 공기 역학적 항력이 감소하고 차량이 추가 6 mph (9.7 km/h)의 속도를 낼 수 있다.효과는 운전석의 작은 구멍을 왼쪽 다리로 덮는 운전자에 의해 제어된다. FIA는 기술 규정에 따라 금지되는 이동식 공기 역학적 장치로 간주하지 않았다. 내부적으로 RW80으로 알려진이 시스템은 "F-Duct"시스템으로 널리 알려져 있다. "Fluidic Switch"를 이용했기 때문이다. 조종석에서 나오는 낮은 유량의 공기 흐름을 사용하여 롤에서 끌어온 훨씬 더 높은 체적 유량을 전환하였다. 시스템의 또 다른 용어는 SRW (Switchable Rear Wing)이다. 바레인 그랑프리가 진행되기 전 목요일에 검사를 받고 레이스에 참가할 수 있도록 허가를 받았다.

## 레이싱 역사
MP4-25는 젠슨 버튼과 루이스 해밀턴이 2010년 바레인 그랑프리에서 예선 3단계에 도달하면서 맥라렌 MP4-24보다 크게 개선된 것으로 입증되었다. 해밀턴은 3분기에 버튼이 8위를 관리하는 그리드에서 4 위를 차지하면서 차를 개선했다. 레이스 도중 차는 다운포스가 부족하여 인상적인 리드를 열었던 Ferraris와 제바스티안 페텔의 속도를 따라가는 데 어려움을 겪었다. 해밀턴은 제바스티안 페텔의 차 문제로 3위를 차지한 해밀턴은 무사한 경주에서 레이스 도중 한자리를 차지하고 7위를 차지했다.
오스트레일리아에서 버튼은 축축하지만 건조한 트랙에서 매끄러운 타이어를 위해 처음으로 들어 왔으며 다른 운전자가 구덩이를 뚫은 후 그를 2위로 올렸다. 그는 제바스티안 페텔이 브레이크 문제로 은퇴했을 때 선두를 물려 받았고 다시 타이어를 바꾸지 않고 레이스가 끝날 때까지 위치를 유지했다. 해밀턴은 트랙 안팎에서 논란이 많은 주말을 보내고 6위를 차지했다.
말레이시아에서 맥라렌은 자동차의 성능 업데이트로 인해 전체 속도가 3/10초 향상되는 것으로 보였으며 헤밀턴은 금요일에 두 번의 무료 연습 세션에서 가장 빠른 랩 타임을 기록했다. 버튼은 세 가지 연습 세션 모두에서 상위 10위 안에 들었다. 첫 번째 예선 세션은 젖었고 팀은 상식을 사용하여 기상 조건을 잘못 판단하기보다는 기상 레이더에 의존하여 최적의 트랙 조건에서 차량을 내 보내지 못했다. 해밀턴은 예선 첫 번째 부분을 통과하지 못해 20 위 기록을 세웠다. Button은 방금 그 세션에서 그것을 만들었지 만, 그가 자갈 함정에 아쿠아 플래닝을했기 때문에 그는 예선 세션에 더 이상 참여하지 않고 그리드에서 17위를 시작했다. 두 드라이버 모두 포인트에서 해밀턴이 6위, 버튼이 8위를 차지했다.
중국에서는 1-2로 우위를 차지했다. 스페인에서는 해밀턴이 대부분의 레이스에서 앞쪽으로 달리고 있었지만 앞바퀴 림이 갈라지고 전방 타이어가 수축되었을 때 두 번째 랩에서 추락했다. 한편, 5위로 진출한 버튼은 첫 번째 피트 스톱에서 지연을 경험했고, 회복 할 수 없었던 마이클 슈마허에게 뛰어 들어 5위에 올랐다. 모나코에서는 해밀턴과 버튼이 각각 5위와 8위를 차지하는 등 기계식 그립이 부족했다. 버튼은 냉각 덕트가 라디에이터에 실수로 남겨진 후 엔진 과열로 랩 3에서 은퇴했으며 헤밀턴은 리더의 속도를 위협하지 않고 5위를 차지하였다. 튀르키예에서 해밀턴과 버튼은 폴 시터 마크 웨버와 세바스찬 베텔의 레드 불에서 각각 2위와 4위를 차지했다. 경주에서 해밀턴이 첫 번째 단계에서 웨버에게 1 위에 도전했을 때 차의 직선 속도가 분명했지만 결코 추월할 수 없었다. 뒷바퀴가 막혀 피트 스톱에서 지연된 후, 그는 Vettel 뒤로 떨어졌고, 그의 뒤를 따라가는 젠슨 버튼의 속도를 따라 가고 있었는데, 첫 번째 랩에서 Michael Schumacher를 통과 한 후 조용히 리더의 속도와 일치하였다. 그러나 랩 41에서 두 레드불은 베텔이 은퇴하고 Webber가 새로운 프론트 윙을 위해 구덩이를 필요로 하는 것과 충돌했다. 레이스가 천천히 끝날 때까지 젠슨 버튼과의 짧은 리드 경쟁에도 불구하고 루이스 해밀턴은 결코 도전하지 않았으며 맥라렌의 시즌 두 번째 원투 피니시를 위해 젠슨 버튼을 홈으로 이끌었다.
캐나다에서 해밀턴은 시즌의 첫 번째 비-레드불 폴을 차지했으며, 1–2 동안 홈 버튼을 이끌면서 드라이버 챔피언십 선두를 차지하여 팀에 컨스트럭터 챔피언십 선두를 차지했다. 발렌시아에서 해밀턴은 레드불스에 이어 3위, 버튼은 7위에 올랐다. 경주에서 해밀턴은 웨버가 헤이키 코발라이넨의 로터스를 뒤진 후 배치된 안전 카를 불법으로 추월했고 드라이브 스루 페널티를 내야만 했다. 그럼에도 불구하고 헤밀턴은 버튼이 포디움을 완료하면서 페텔에 이어 2위를 차지했다.
맥라렌은 실버스톤에서 레드불에 도전하여 자동차의 새로운 공기 역학적 업데이트를 도입하기를 희망했다. 팀에게는 안타깝게도 두 드라이버 모두 새로운 업데이트에 대한 좋은 균형과 설정을 찾지 못하고 원래 패키지로 되돌렸다. 헤밀턴은 4 위를 차지했고 버튼은 상위 10위 안에 들지 못해 14위를 차지하였다. 루이스 해밀턴은 레이스에서 또 다른 2위를 차지했고 젠슨 버튼은 4위를 차지했으며 Nico Rosberg에게 최종 포디움 자리에서 패배하였다.Hockenheim은 추가 주요 업데이트가 도입될때까지 팀이 피해 제한 전술을 준비하면서 맥라렌에게 어려웠다. 해밀턴은 4위로 챔피언십 선두를 유지했으며 버튼은 맥라렌이 컨스트럭터 챔피언십에서 1위를 차지했다.
헝가리에서는 회로의 특성으로 인해 젠슨 버튼이 다시 상위 10위권을 놓치고 헤밀턴이 폴 포지션에서 거의 2초 떨어진 맥라렌이 더 어려워졌다. 헤밀턴은 레이스 도중 기어 박스 문제로 은퇴했고 Button은 8위로 랩 다운을 마쳤다. 주말의 결과는 두 챔피언십 선두가 모두 패배했고 해밀턴은 Webber보다 4점, 팀은 레드불보다 8점 하락했다.
벨기에 그랑프리는 해밀턴이 그리드에서 2위를, 버튼이 5위를 차지하는 등 더 성공적인 것으로 추정된다. 비가 내리자 그들은 빠르게 1,2로 이동했다. 그러나 제바스티안 페텔은 2위와 16랩에서 젠슨 버튼과 매우 가까웠다. 독일군이 Bus Stop chicane의 외부를 추월하려하자 그는 통제력을 잃고 젠슨 버튼의 맥라렌을 쳐서 레이스에서 브리톤을 제거했다. 그러나 해밀턴은 끝날 때까지 선두에 머물렀다.
버튼은 이탈리아 그랑프리에서 2위를 차지했으며 헤밀턴은 5위로 Spa에서 포지션을 뒤집었다. 버튼은 그의 반대 전략을 필요로 했기 때문에 턴 1에서 페르난도 알론소의 선두를 차지했다. 한편 해밀턴은 두 번째 치케인에서 알론소의 팀 동료인 Massa에게 같은 트릭을 시도했지만 대신 브라질을 쳐서 프론트 서스펜션을 손상시키고 그를 레이스에서 제거했다. 버튼은 구덩이가 멈출 때까지 앞서 있었지만 알론소는 승리를 위해 편안하게 앞서 나왔다. 버튼은 3초도 채 안되는 마지막에 닫혔다.
해밀턴과 버튼은 싱가포르에서 3위와 4위로 상위 5위를 차지한 10분의 5에 불과했다. 두 명의 맥라렌 레이서들은 안전 차를 타고 위치에 머물렀고, Vitantonio Liuzzi의 포스 인디아의 잔해를 바로 구덩이까지 치우기 위해 배치되었다. 중지하였다. 그들은 Kamui Kobayashi와 브루노 세나가 충돌했을 때 두 번째 안전 차량을 위해 제시간에 정지 점에서 뛰어 내린 Mark Webber 뒤에 나타났다. 이것은 필드를 닫았고 다시 시작하자 Webber는 Virgin의 Lucas di Grassi에 의해 잡혀 해밀턴이 바로 닫을 수 있었다. Brit는 7번 턴으로 이동을 시도했지만 호주군 앞을 가로 질러 이동하면서 두 사람이 접촉하고 루이스의 리어 서스펜션이 최종적으로 손상되었다. 두 번의 경주에서 두 번째로 그는 다른 차와의 불필요한 접촉으로 은퇴하였다. Webber가 부상을 입지 않았기 때문에 버튼은 4위까지 올랐으며 레이스가 끝날 때까지 계속 유지되었다.
일본 그랑프리 예선은 토요일 아침 스즈카에서 폭우가 몰아 친 뒤 경기 당일 아침에 열렸다. 해밀턴은 3위를 차지했지만 결국 기어 박스를 교체한 5위 그리드 페널티로 8위에 레이스를 시작했다. 이것은 원래 6번째인 버튼이 5번째로 시작했음을 의미한다. 해밀턴은 Nico Hülkenberg, Felipe Massa, Vitaly Petrov 및 Vitantonio Liuzzi와 관련된 첫 번째 코너 사고로 인해 안전 차량이 배치되기 전에 팀 동료 바로 뒤에서 6위를 차지하였다. Robert Kubica의 은퇴는 나중에 2 바퀴를 돌며 4위와 5위로 승격되었다. 피트 스탑 동안 버튼이 주도했지만 해밀턴 뒤에서 5번째로 나왔다. 그러나 해밀턴은 기어 박스에 어려움을 겪고 있었고 버튼은 재빨리 그를 붙잡아 다시 통과시켰다. 이것이 그들이 끝내는 방법으로, 그들은 이제 챔피언십 배틀에서 4위와 5위를 차지하고 있다는 것을 의미한다.
해밀턴은 대한민국에서 4위, 버튼 다운은 7위였다. 경주는 폭주 조건에서 시작되었으며 안전 차량 아래에서 3바퀴를 돌린 후 적신호가 표시되었다. 잠시 후 레이스가 다시 시작되었고, 여전히 안전 차량 아래에 있었고 18랩까지 남아있었다. 첫 번째 레이싱 랩에서 해밀턴은 Nico Rosberg에게 넘어 갔고 얼마 지나지 않아 Webber는 레이스에서 빠져 나와 Rosberg를 그는 트랙을 다시 돌아갔다. 이것은 헤밀턴이 3위, 버튼이 5위임을 의미한다. 버튼은 구덩이에서 매우 나빴고, 상황이 평평해지자 그는 15위였고 헤밀턴은 여전히 3위였다. 끝에서 10바퀴를 완주한 세바스찬 베텔은 엔진 고장으로 인해 알론소가 선두에, 해밀턴이 2위를 차지했다. Petrov, 페텔 및 Adrian Sutil의 은퇴는 버튼이 끝날 때까지 12위에 올랐음을 의미했다. 이것은 해밀턴이 챔피언십 전투에서 3위로 세바스찬 베텔을 다시 통과했고, 맥라렌은 계속해서 발전하는 페라리에서 2위에 집착했다는 것을 의미한다.
다음 장소는 브라질이었고 예선이 까다로운 상황에서 버튼은 2분기에 지역 영웅이자 동료 상위 10대 정규 Felipe Massa에 의해 탈락했다. 그는 11위부터 시작했다. 한편 해밀턴은 워킹 스쿼드의 결정적인 주말에 도전을 옹호하며 4 위를 차지했다. 해밀턴은 초반에 5 위로 떨어졌고 빠른 선발 페르난도 알론소가 통과하였다. 한편 버튼은 9위로 올라갔지만 곧 빠르게 향상되는 Michael Schumacher가 다시 추월하였다. 버튼은 그의 대한민국 운을 역전 시켰고, 그의 초기 피트 스톱에서 슈마허를 훨씬 앞선 7위로 올랐다. 한편 해밀턴은 결국 14번 랩에서 깜짝 폴 시터인 힉켄 베르크를 지나 차지해아했다. 해밀턴은 멈춘 후 장기 달리기 고바야시 캄이 뒤에 갇혀 있었지만, 그와이 시점에서 가까웠 던 버튼은 모두 통과 할 길을 찾았다. Nico Rosberg의 늦은 피트 스탑은 그들을 4위와 5위로 승진 시켰는데, 지금은 그들의 관습적인 위치였고, 그것이 그들이 끝낸 방법이었다. 챔피언십은 이제 아부 다비에서 열린 최종 라운드로 가는 버튼의 손이 닿지 않는 곳이었고, 페르난도 알론소의 리드에서 24점 떨어진 해밀턴의 아웃 사이드 샷이었다.
시즌은 아부다비 그랑프리로 마무리 되었다. 해밀턴은 그에게 중요한 레이스에서 2위를 했고 버튼은 4위를 차지하였다. 버튼은 처음에 알론소를 뛰어 넘었고, 그것은 해밀턴에게 좋았다. 그는 알론소와 점수를 빼고 베텔과 Webber 모두 잘 내려가야만 했다. 피트 스탑 동안 버튼이 주도했지만 모든 것이 해결되었을 때 그들은 레이스와 타이틀을 차지하기 위해 계속 된 페텔보다 2, 3위 같은 순서로 계속되었다. 해밀턴은 결국 4위로 페텔에서 16점, 버튼은 26위로 5위를 차지했다. 맥라렌은 컨스트럭터에서 2위, 레드불에 44위, 3위에 페라리에 58위를 기록했다.

## 레이싱 결과
(굵은 글씨는 극 위치를, 이탤릭체는 가장 빠른 랩을 나타냄)
| 연도   | 참가자                   | 엔진                  | 타이어 | 레이서        | 1   | 2   | 3   | 4   | 5   | 6   | 7   | 8   | 9   | 10  | 11  | 12  | 13  | 14  | 15  | 16  | 17  | 18  | 19  | 점수 | WCC |
| ------ | ------------------------ | --------------------- | ------ | ------------- | --- | --- | --- | --- | --- | --- | --- | --- | --- | --- | --- | --- | --- | --- | --- | --- | --- | --- | --- | ---- | --- |
| 2010년 | 보다폰 맥라렌 메르세데스 | 메르세데스 FO 108X V8 | B      |               | BHR | AUS | MAL | CHN | ESP | MON | TUR | CAN | EUR | GBR | GER | HUN | BEL | ITA | SIN | JPN | KOR | BRA | ABU | 454  | 2nd |
| 2010년 | 보다폰 맥라렌 메르세데스 | 메르세데스 FO 108X V8 | B      | 젠슨 버튼     | 7   | 1   | 8   | 1   | 5   | Ret | 2   | 2   | 3   | 4   | 5   | 8   | Ret | 2   | 4   | 4   | 12  | 5   | 3   | 454  | 2nd |
| 2010년 | 보다폰 맥라렌 메르세데스 | 메르세데스 FO 108X V8 | B      | 루이스 해밀턴 | 3   | 6   | 6   | 2   | 14† | 5   | 1   | 1   | 2   | 2   | 4   | Ret | 1   | Ret | Ret | 5   | 2   | 4   | 2   | 454  | 2nd |

†드라이버는 레이스를 완료하지 못했지만 레이스 거리의 90% 이상을 완료한 것으로 분류되었다.

## 비디오 게임에서의 등장
- 맥라렌 메르세데스 MP4-25는 아스팔트 8: 에어본에 등장한다. 이 차량은 2016년 12월 "챔피언십 업데이트"에서 새 자동차와 함께 추가되었다: 애스턴 마틴 벌칸, 모슬러 MT900 XX 트윈 터보 랜드 샤크 (게임 플레이에서 모슬러 랜드 샤크로 명명됨), BMW M2, 맥라렌 M14A 및 고급 클래스로 등장 자동차 및 업데이트의 게임 앱 아이콘으로도 표시된다. 또한 코드마스터즈의 F1 2019 및 F1 2020과 같은 F1 비디오 게임에서 클래식 자동차로 등장했다. 또한 코드마스터즈에서도 F1 2010에서 운전 가능한 자동차로 등장하였다.